# Andrzej Madej
Andrzej Madej OMI (Kazimierz Dolny, Polônia, 6 de outubro de 1951) é um sacerdote religioso e superior da Missão sui juris Turcomenistão.
Andrzej Madej nasceu em 6 de outubro de 1951 em Kazimierz Dolny, Polônia. Foi ordenado sacerdote em 19 de junho de 1977, aos 25 anos, na ordem católica romana dos “Oblatos de Maria Imaculada”, à qual Madej pertence. 
Em 29 de setembro de 1997, Andrzej Madej foi nomeado Superior da Missão Sui Juris do Turcomenistão.
No dia 1º de março de 2019, participou da visita Ad limina apostolorum ao Vaticano com o Papa Francisco, juntamente com os bispos do Cazaquistão e representantes da Igreja da Ásia Central.